# T-Mobile Team/2006
Deze pagina geeft een overzicht van de wielerploeg T-Mobile Team in 2006.
| Naam             | Geboortedatum | Nationaliteit | Ploeg 2005            |
| ---------------- | ------------- | ------------- | --------------------- |
| Eric Baumann     | 21-03-1980    | Duitsland     |                       |
| Lorenzo Bernucci | 15-09-1979    | Italië        | Fassa Bortolo         |
| Marcus Burghardt | 30-06-1983    | Duitsland     |                       |
| Scott Davis      | 22-04-1979    | Australië     | Tenax-Salmilano       |
| Linus Gerdemann  | 16-09-1982    | Duitsland     | Team CSC              |
| Bas Giling       | 04-11-1982    | Nederland     |                       |
| Serhij Hontsjar  | 03-07-1970    | Oekraïne      | Domina Vacanze        |
| André Greipel    | 16-07-1982    | Duitsland     | Team Wiesenhof        |
| Giuseppe Guerini | 14-02-1970    | Italië        |                       |
| Sergej Ivanov    | 05-03-1975    | Rusland       |                       |
| Matthias Kessler | 16-05-1979    | Duitsland     |                       |
| Kim Kirchen      | 03-07-1978    | Luxemburg     | Fassa Bortolo         |
| Andreas Klier    | 15-01-1976    | Duitsland     |                       |
| Andreas Klöden   | 22-06-1975    | Duitsland     |                       |
| Bernhard Kohl    | 04-01-1982    | Oostenrijk    |                       |
| André Korff      | 04-06-1973    | Duitsland     |                       |
| Jörg Ludewig     | 09-09-1975    | Duitsland     | Domina Vacanze        |
| Eddy Mazzoleni   | 29-07-1973    | Italië        | Lampre                |
| Daniele Nardello | 02-08-1972    | Italië        |                       |
| Olaf Pollack     | 20-09-1973    | Duitsland     |                       |
| František Raboň  | 26-09-1983    | Tsjechië      | PSK Whirlpool         |
| Michael Rogers   | 20-12-1979    | Australië     | Quick Step-Innergetic |
| Bram Schmitz     | 23-04-1977    | Nederland     |                       |
| Stephan Schreck  | 15-07-1978    | Duitsland     |                       |
| Óscar Sevilla    | 29-09-1976    | Spanje        |                       |
| Patrik Sinkewitz | 20-10-1980    | Duitsland     | Quick Step-Innergetic |
| Jan Ullrich      | 02-12-1973    | Duitsland     |                       |
| Steffen Wesemann | 11-03-1971    | Zwitserland   |                       |
| Thomas Ziegler   | 24-11-1980    | Duitsland     | Team Gerolsteiner     |

## Teams

### Ronde van de Algarve
15 februari–19 februari
- 61.  Linus Gerdemann
- 62.  Serhij Hontsjar
- 63.  Kim Kirchen
- 64.  Eric Baumann
- 65.  Jörg Ludewig
- 66.  Stephan Schreck
- 67.  Patrik Sinkewitz
- 68.  Thomas Ziegler

### Ronde van Californië
19 februari–26 februari
- 71.  Michael Rogers
- 72.  Scott Davis
- 73.  Bastiaan Giling
- 74.  André Greipel
- 75.  Bernhard Kohl
- 76.  André Korff
- 77.  Olaf Pollack
- 78.  František Raboň

### Ronde van het Baskenland
3 april–8 april
- 131.  Thomas Ziegler
- 132.  Giuseppe Guerini
- 133.  Óscar Sevilla
- 134.  Matthias Kessler
- 135.  Kim Kirchen
- 136.  Bernhard Kohl
- 137.  Eddy Mazzoleni
- 138.  Patrik Sinkewitz

### Ronde van Romandië
25 april–30 april
- 61.  Jan Ullrich
- 62.  Lorenzo Bernucci
- 62.  Scott Davis
- 64.  Serhij Hontsjar
- 65.  Bernhard Kohl
- 66.  Eddy Mazzoleni
- 67.  Óscar Sevilla
- 68.  Jörg Ludewig

### Critérium du Dauphiné Libéré
4 juni–11 juni
- 111.  Óscar Sevilla
- 112.  Scott Davis
- 113.  Bastiaan Giling
- 114.  Bernhard Kohl
- 115.  Jörg Ludewig
- 116.  Eddy Mazzoleni
- 117.  Daniele Nardello
- 118.  Stephan Schreck

### Ronde van Oostenrijk
3 juli–9 juli
- 11.  Sergej Ivanov
- 12.  André Korff
- 13.  Stephan Schreck
- 14.  Bernhard Kohl
- 15.  Daniele Nardello
- 16.  František Raboň
- 17.  Steffen Wesemann
- 18.  Thomas Ziegler

1989 · 1990 · 1991 · 1992 · 1993 · 1994 · 1995 · 1996 · 1997 · 1998 · 1999 · 2000 · 2001 · 2002 · 2003 · 2004 · 2005 · 2006 · 2007 · 2008 · 2009 · 2010 · 2011
Ag2r Prévoyance · Bouygues Télécom · Cofidis, Le Crédit par Téléphone · Crédit Agricole · Team CSC · Davitamon-Lotto · Discovery Channel Pro Cycling Team · Euskaltel-Euskadi · La Française des Jeux · Team Gerolsteiner · Illes Balears-Caisse D'Espargne · Lampre-Fondital · Astana · Liquigas - Bianchi · Phonak Hearing Systems · Quick Step-Innergetic · Rabobank · Saunier Duval-Prodir · Team Milram · T-Mobile Team